# 齋藤誠一
齋藤 誠一（さいとう せいいち、1976年7月22日 - ）は、福岡県出身の元サッカー選手、サッカー指導者。現役時代のポジションは、ゴールキーパー。Jリーグ(2000年-2001年)での登録名は「斉藤 誠一」。

## 来歴
国士舘大学4年時に骨折をし、卒業後も所属チームが決まらず、母校の東海大学付属第五高等学校で1年間コーチを務めた。ここで多田大介を指導する機会を得た。
2000年、モンテディオ山形へ入団。2002年に佐川印刷SCへ移籍し、佐川印刷の社員として印刷部での事務もこなしながらプレー。2006年、アキレス腱を切断した怪我を負ったことがきっかけとなり、同年限りで現役を引退した。
引退後は指導者に転身し、2009年より湘南ベルマーレトップチームのGKコーチに就任。2013年、一度アカデミーのGKコーチとなったが、同年9月に再びトップチームのGKコーチに復帰した。
2021年12月24日、栃木SCのGKコーチに就任した。

## 所属クラブ
- 1992年 - 1994年 東海大学付属第五高等学校
- 1995年 - 1998年 国士舘大学
- 2000年 - 2001年 モンテディオ山形
- 2002年 - 2006年 佐川印刷SC

## 個人成績
| 国内大会個人成績 | 国内大会個人成績 | 国内大会個人成績 | 国内大会個人成績 | 国内大会個人成績 | 国内大会個人成績 | 国内大会個人成績 | 国内大会個人成績 | 国内大会個人成績 | 国内大会個人成績 | 国内大会個人成績 | 国内大会個人成績 |
| 年度             | クラブ           | 背番号           | リーグ           | リーグ戦         | リーグ戦         | リーグ杯         | リーグ杯         | オープン杯       | オープン杯       | 期間通算         | 期間通算         |
| 年度             | クラブ           | 背番号           | リーグ           | 出場             | 得点             | 出場             | 得点             | 出場             | 得点             | 出場             | 得点             |
| 日本             | 日本             | 日本             | 日本             | リーグ戦         | リーグ戦         | リーグ杯         | リーグ杯         | 天皇杯           | 天皇杯           | 期間通算         | 期間通算         |
| ---------------- | ---------------- | ---------------- | ---------------- | ---------------- | ---------------- | ---------------- | ---------------- | ---------------- | ---------------- | ---------------- | ---------------- |
| 2000             | 山形             | 16               | J2               | 0                | 0                | 0                | 0                |                  |                  |                  |                  |
| 2001             | 山形             | 16               | J2               | 0                | 0                | 1                | 0                |                  |                  |                  |                  |
| 2002             | 佐川印刷         |                  | 関西             |                  |                  | -                | -                |                  |                  |                  |                  |
| 2003             | 佐川印刷         | 1                | JFL              | 20               | 0                | -                | -                | -                | -                | 20               | 0                |
| 2004             | 佐川印刷         | 1                | JFL              | 14               | 0                | -                | -                |                  |                  |                  |                  |
| 2005             | 佐川印刷         | 1                | JFL              | 3                | 0                | -                | -                |                  |                  |                  |                  |
| 2006             | 佐川印刷         | 1                | JFL              | 0                | 0                | -                | -                | -                | -                | 0                | 0                |
| 通算             | 日本             | 日本             | J2               | 0                | 0                | 1                | 0                |                  |                  |                  |                  |
| 通算             | 日本             | 日本             | JFL              | 37               | 0                | -                | -                |                  |                  |                  |                  |
| 通算             | 日本             | 日本             | 関西             |                  |                  | -                | -                |                  |                  |                  |                  |
| 総通算           | 総通算           | 総通算           | 総通算           |                  |                  | 1                | 0                |                  |                  |                  |                  |

## 指導歴
- 2007年 大原スポーツ公務員専門学校 GKコーチ
- 2008年 - 2021年 湘南ベルマーレ
  - 2008年 強化育成グループ GKコーチ
  - 2009年 - 2012年 トップチーム GKコーチ
  - 2013年 - 同年9月 アカデミー GKコーチ
  - 2013年9月 - 2021年 トップチーム GKコーチ
- 2022年 栃木SC GKコーチ